# جميما روبر
جميما روبر (بالإنجليزية: Jemima Rooper)‏ هي ممثلة بريطانية، ولدت في 24 أكتوبر 1981 بهامرسميث في المملكة المتحدة.

## أعمال

### أفلام
- (2006) داليا السوداء[6]
- (2013) ماذا لو[7]

### مسلسلات
- سينكرونيسيتي

## وصلات خارجية
- جميما روبر على موقع IMDb (الإنجليزية)
- جميما روبر على موقع روتن توميتوز (الإنجليزية)
- جميما روبر على موقع ألو سيني (الفرنسية)
- جميما روبر على موقع أول موفي (الإنجليزية)
- جميما روبر على موقع قاعدة بيانات برودواي على الإنترنت (الإنجليزية)
- جميما روبر على موقع قاعدة بيانات الأفلام السويدية (السويدية)
- جميما روبر على موقع ديسكوغز (الإنجليزية)
- جميما روبر على موقع قاعدة بيانات الفيلم (الإنجليزية)
- جميما روبر على موقع كينوبويسك (الروسية)